# Ralph Bowen
Ralph Bowen (* um 1965 in Kanada) ist ein US-amerikanischer Jazzmusiker (Tenorsaxophon, Komposition) des Modern Jazz.

## Leben und Wirken
Bowen wuchs auf einer Rinderfarm auf; sein Vater arbeitete als Immobilienmakler in Acton, einer Stadt westlich von Toronto (Kanada). Als das jüngste von fünf Kindern begann er als Fünfjähriger Klavierunterricht zu nehmen. Ab dem Alter von zehn Jahren lernte er, Klarinette zu spielen und wechselte kurz darauf zum Saxophon, inspiriert durch das Vorbild seines ältesten Bruders. Seine Eltern nahmen ihn und seine Geschwister mit, um die Big Bands von Count Basie, Duke Ellington und Buddy Rich zu erleben. Als 13-Jähriger begann er, in Dancehalls in der Nähe von Acton und Toronto zu spielen und arbeitete mit einer zehnköpfigen Band. Nach Abschluss des Gymnasiums besuchte er die Summer School für Saxophon an der Banff School of Fine Arts, wo er Pat LaBarbera, einen einflussreichen Saxophonlehrer, traf. In Banff lernte er auch die Pianistin Renee Rosnes kennen.
Zunächst spielte er in der Clubszene in Toronto, bevor er am College der University of Indiana studierte. Er blieb dort zwei Jahre, bis er hörte, dass eine neue Gruppe Out of the Blue in New York gegründet wurde. Michael Philip Mossman war der Bandleader dieser Gruppe und schlug Bowen vor, an die Rutgers University zu kommen, um seine College-Ausbildung zu beenden. Dort erwarb er schließlich seinen Bachelor- und Diplomabschluss; anschließend begann er dort 1990 zu unterrichten.
Bowen arbeitete ab den 1980er-Jahren in der New Yorker Jazzszene; erste Aufnahmen entstanden 1985 mit der Formation Out of the Blue (mit Mossman, Kenny Garrett, Harry Pickens, Robert Hurst, Ralph Peterson). In den folgenden Jahren spielte er u. a. mit Orrin Evans, Michel Camilo, Horace Silver, Renee Rosnes, Steve Wilson, Kenny Davis, Anthony Branker und Jared Gold. Unter eigenem Namen legte er bislang sechs Alben vor, sein erstes Movin' On entstand Ende 1992 in Quintett-Besetzung mit Jim Beard, Jon Herington, Anthony Jackson und Ben Perowsky, gefolgt von A Morning View (mit Jim Beard, Charles Fambrough und Bill Stewart). Im Bereich des Jazz war er zwischen 1984 und 2016 an 79 Aufnahmesessions beteiligt. 2019 leitete er ein Quartett mit Jim Ridl (Piano), Luques Curtis (Bass) und Donald Edwards (Drums), inzwischen mit Kenny Davis (Bass) und Cliff Almond (Drums). Bowen lebt in New Jersey und lehrt an der Rutgers University in New Brunswick, wo er Jazztheorie und Saxophon unterrichtet und das Rutgers Jazz Ensemble leitet.

## Diskographische Hinweise
- Power Play (2011), mit Orrin Evans, Kenny Davis, Donald Edwards
- Standard Deviation (2014), mit Bill O’Connell, Kenny Davis, Donald Edwards